# Cask (Einheit)
Das Cask war ein amerikanisches Volumenmaß für Flüssigkeiten und auch ein Maß auf Mauritius.
- Amerika: 1 Cask = 32 Gallons = 1,21 Hektoliter
- Mauritius: 1 Cask (Fass) = 60 Gallons (engl. altes Weinmaß)